# 康福特·塞莱马尼
康福特·塞莱马尼（英語：Comfort Selemani；2004年2月8日—），赞比亚女子足球运动员，司职中场，目前效力于卢萨卡迪纳摩足球俱乐部（目前租借给绿水牛足球俱乐部）和赞比亚国家女子足球队。她曾代表赞比亚参加2023年国际足联女子世界杯。